# Piranje
Piranja, piranha ali piraja je katera koli vrsta sladkovodnih rib iz družine Serrasalmidae, včasih obravnavane kot poddružine Serrasalminae znotraj družine Characidae, v redu Characiformes. Te ribe naseljujejo južnoameriške reke, poplavne ravnice, jezera in zadrževalnike. Čeprav jih pogosto opisujejo kot izredno plenilske in se v glavnem prehranjujejo z ribami, se njihove prehranjevalne navade zelo razlikujejo, uživajo pa tudi rastlinski material, zaradi česar so razvrščene kot vsejede.

## Etimologija
Ime izvira od domorodnega ljudstva Tupi iz njihovega jezika. Nastalo je iz dveh besed, pirá, ki pomeni 'riba', in sainha, ki pomeni 'zob'; isto besedo Indijanci uporabljajo za opis škarij. Druga možna izpeljava je iz pira nya, verjetno dobesedno 'riba, ki grize'. Sredi 18. stoletja so Portugalci besedi združili v piranha. Beseda bi lahko izvirala tudi iz kombinacije pirá 'riba' in ánha 'rezati' (kar je prav tako pomenilo 'slab' ali 'hudič' v tupi-gvaranščini).

## Taksonomija in evolucija
Piranje spadajo v družino Serrasalmidae skupaj s tesno sorodnimi vsejedimi ribami, kot so pakuji. Tradicionalno za prave piranje veljajo štirje rodovi – Pristobrycon, Pygocentrus, Pygopristis in Serrasalmus – zaradi njihovih specializiranih zob. Vendar pa je nedavna analiza pokazala, da če naj bo skupina piranj monofiletska, jo je treba omejiti na Serrasalmus, Pygocentrus in del Pristobrycona ali razširiti, da vključuje te taksone ter Pygopristis, Catoprion in Pristobrycon striolatus. Ugotovljeno je bilo, da je rodu Catoprion bliže soroden rod Pygopristis kot drugi trije rodovi piranj.
Skupno število vrst piranj je neznano in sporno, nove vrste pa še naprej opisujejo. Ocene segajo od manj kot 30 do več kot 60.

### Rodovi in vrste
- Catoprion sp.
- Pygocentrus piraya
- Pygopristis denticulata
- Serrasalmus elongatus
- Serrasalmus marginatus
- Serrasalmus rhombeus (črna piranja)
- Rdeča piranja (Pygocentrus nattereri)

- Catoprion mento Catoprion Müller & Troschel, 1844
  - Catoprion absconditus Mateussi et al., 2020
  - Catoprion mento (Cuvier, 1819)
- Megapiranha Cione et al., 2009, amo ena vrsta
  - Megapiranha paranensis Cione et al., 2009, izumrla (pozni miocen)
- Pristobrycon Eigenmann, 1915 (Carabitos), razmeroma redke in manj agresivne vrste piranj v spodnjem in srednjem toku regije Amazonke, Gvajani in delti Orinoka
  - Pristobrycon aureus (Spix & Agassiz, 1829)
  - Schlusslichtpiranha (Pristobrycon calmoni Steindachner, 1908)
  - Pristobrycon careospinus Fink & Machado-Allison, 1992
  - Pristobrycon maculipinnis Fink & Machado-Allison, 1992
  - Pristobrycon striolatus (Steindachner, 1908)
- Pygocentrus
  - Pygocentrus cariba (Humboldt in Humboldt & Valenciennes, 1821)
  - Rdeča piranja (Pygocentrus nattereri Kner, 1858)
  - Pygocentrus palometa Valenciennes, 1850 (Nomen dubium)
  - Piraya (Pygocentrus piraya Cuvier, 1819)
- Pygopristis Müller & Troschel, 1844 (samo ena vrsta)
  - Pygopristis denticulata (Cuvier, 1819)
- Serrasalmus Lacepède, 1803 (Pirambebas) trenutno 31 vrst; najbolj vrstno bogat rod (od avgusta 2014), podrod Taddyella, za katerega je značilen konveksen obris glave in telesa
  - Serrasalmus altispinis Merckx, Jégu & Santos, 2000
  - Serrasalmus altuvei (Ramirez, 1965)
  - Pirambeba (Serrasalmus brandtii Lütken, 1875)
  - Serrasalmus compressus Jégu, Leão & Santos, 1991
  - Serrasalmus eigenmanni (Norman, 1929), Pojavi se: reke Essequibo, Potaro, Rio Tampoc v regiji Gvajana
  - Serrasalmus elongatus Kner, 1858
  - Serrasalmus geryi Jégu & Santos, 1988
  - Serrasalmus gibbus Castelnau, 1855
  - Serrasalmus gouldingi Fink & Machado-Allison, 1992
  - Serrasalmus hastatus Fink & Machado-Allison, 2001
  - Serrasalmus hollandi (Eigenmann, 1915)
  - Serrasalmus humeralis Valenciennes, 1850
  - Serrasalmus irritans Peters, 1877
  - Serrasalmus maculatus Kner, 1858
  - Serrasalmus manueli (Yepez, Ramirez, 1967)
  - Serrasalmus marginatus Valenciennes, 1837
  - Serrasalmus medinai (Ramirez, 1965)
  - Serrasalmus nalseni Fernández-Yépez, 1969
  - Serrasalmus neveriensis Machado-Allison, Fink, López Rojas & Rodenas, 1993
  - Serrasalmus nigricans (Spix & Agassiz, 1829)
  - Serrasalmus odyssei Hubert & Renno, 2010
  - Črna piranja (Serrasalmus rhombeus Linnaeus, 1766)
  - Serrasalmus sanchezi Géry, 1964
  - Serrasalmus scapularis (Günther, 1929), Pojavi se: Rio Essequibo
  - Serrasalmus serrulatus (Valenciennes, 1850)
  - Schwarzband-Sägesalmler (Serrasalmus spilopleura Kner 1858)[10]

Naslednji kladogram prikazuje razmerja med posameznimi rodovi. Sestrska skupina piranj je rod Metynnis.Die Schwestergruppe der Piranhas ist die Gattung Metynnis.
|  | Pristobrycon                                                    |
|  |                                                                 |
|  | \| \| Catoprion mento \| \| \| \| \| \| Pygopristis \| \| \| \| |
|  |                                                                 |
|  | Catoprion mento                                                 |
|  |                                                                 |
|  | Pygopristis                                                     |
|  |                                                                 |

|  | Catoprion mento |
|  |                 |
|  | Pygopristis     |
|  |                 |

|  | clade B 1 (S. brandtii, S. maculatus, S. manueli, S. medinai) |
|  | |
|  | \| \| clade B 2 (S. compressus, S. geryi, S. hastatus, S. hollandi, S. marginatus, S. rhombeus, S. sanchezi) \| \| \| \| \| \| clade B 3 (S. eigenmanni, S. gouldingi, S. elongatus, S. spilopleura, S. serrulatus) \| \| \| \| |
|  | |
|  | clade B 2 (S. compressus, S. geryi, S. hastatus, S. hollandi, S. marginatus, S. rhombeus, S. sanchezi) |
|  | |
|  | clade B 3 (S. eigenmanni, S. gouldingi, S. elongatus, S. spilopleura, S. serrulatus) |
|  | |

|  | clade B 2 (S. compressus, S. geryi, S. hastatus, S. hollandi, S. marginatus, S. rhombeus, S. sanchezi) |
|  | |
|  | clade B 3 (S. eigenmanni, S. gouldingi, S. elongatus, S. spilopleura, S. serrulatus)                   |
|  | |

|  | clade B 1 (S. brandtii, S. maculatus, S. manueli, S. medinai) |
|  | |
|  | \| \| clade B 2 (S. compressus, S. geryi, S. hastatus, S. hollandi, S. marginatus, S. rhombeus, S. sanchezi) \| \| \| \| \| \| clade B 3 (S. eigenmanni, S. gouldingi, S. elongatus, S. spilopleura, S. serrulatus) \| \| \| \| |
|  | |
|  | clade B 2 (S. compressus, S. geryi, S. hastatus, S. hollandi, S. marginatus, S. rhombeus, S. sanchezi) |
|  | |
|  | clade B 3 (S. eigenmanni, S. gouldingi, S. elongatus, S. spilopleura, S. serrulatus) |
|  | |

|  | clade B 2 (S. compressus, S. geryi, S. hastatus, S. hollandi, S. marginatus, S. rhombeus, S. sanchezi) |
|  | |
|  | clade B 3 (S. eigenmanni, S. gouldingi, S. elongatus, S. spilopleura, S. serrulatus)                   |
|  | |

|  | Pristobrycon                                                    |
|  |                                                                 |
|  | \| \| Catoprion mento \| \| \| \| \| \| Pygopristis \| \| \| \| |
|  |                                                                 |
|  | Catoprion mento                                                 |
|  |                                                                 |
|  | Pygopristis                                                     |
|  |                                                                 |

|  | Catoprion mento |
|  |                 |
|  | Pygopristis     |
|  |                 |

|  | clade B 1 (S. brandtii, S. maculatus, S. manueli, S. medinai) |
|  | |
|  | \| \| clade B 2 (S. compressus, S. geryi, S. hastatus, S. hollandi, S. marginatus, S. rhombeus, S. sanchezi) \| \| \| \| \| \| clade B 3 (S. eigenmanni, S. gouldingi, S. elongatus, S. spilopleura, S. serrulatus) \| \| \| \| |
|  | |
|  | clade B 2 (S. compressus, S. geryi, S. hastatus, S. hollandi, S. marginatus, S. rhombeus, S. sanchezi) |
|  | |
|  | clade B 3 (S. eigenmanni, S. gouldingi, S. elongatus, S. spilopleura, S. serrulatus) |
|  | |

|  | clade B 2 (S. compressus, S. geryi, S. hastatus, S. hollandi, S. marginatus, S. rhombeus, S. sanchezi) |
|  | |
|  | clade B 3 (S. eigenmanni, S. gouldingi, S. elongatus, S. spilopleura, S. serrulatus)                   |
|  | |

|  | clade B 1 (S. brandtii, S. maculatus, S. manueli, S. medinai) |
|  | |
|  | \| \| clade B 2 (S. compressus, S. geryi, S. hastatus, S. hollandi, S. marginatus, S. rhombeus, S. sanchezi) \| \| \| \| \| \| clade B 3 (S. eigenmanni, S. gouldingi, S. elongatus, S. spilopleura, S. serrulatus) \| \| \| \| |
|  | |
|  | clade B 2 (S. compressus, S. geryi, S. hastatus, S. hollandi, S. marginatus, S. rhombeus, S. sanchezi) |
|  | |
|  | clade B 3 (S. eigenmanni, S. gouldingi, S. elongatus, S. spilopleura, S. serrulatus) |
|  | |

|  | clade B 2 (S. compressus, S. geryi, S. hastatus, S. hollandi, S. marginatus, S. rhombeus, S. sanchezi) |
|  | |
|  | clade B 3 (S. eigenmanni, S. gouldingi, S. elongatus, S. spilopleura, S. serrulatus)                   |
|  | |

|  | Pristobrycon                                                    |
|  |                                                                 |
|  | \| \| Catoprion mento \| \| \| \| \| \| Pygopristis \| \| \| \| |
|  |                                                                 |
|  | Catoprion mento                                                 |
|  |                                                                 |
|  | Pygopristis                                                     |
|  |                                                                 |

|  | Catoprion mento |
|  |                 |
|  | Pygopristis     |
|  |                 |

|  | clade B 1 (S. brandtii, S. maculatus, S. manueli, S. medinai) |
|  | |
|  | \| \| clade B 2 (S. compressus, S. geryi, S. hastatus, S. hollandi, S. marginatus, S. rhombeus, S. sanchezi) \| \| \| \| \| \| clade B 3 (S. eigenmanni, S. gouldingi, S. elongatus, S. spilopleura, S. serrulatus) \| \| \| \| |
|  | |
|  | clade B 2 (S. compressus, S. geryi, S. hastatus, S. hollandi, S. marginatus, S. rhombeus, S. sanchezi) |
|  | |
|  | clade B 3 (S. eigenmanni, S. gouldingi, S. elongatus, S. spilopleura, S. serrulatus) |
|  | |

|  | clade B 2 (S. compressus, S. geryi, S. hastatus, S. hollandi, S. marginatus, S. rhombeus, S. sanchezi) |
|  | |
|  | clade B 3 (S. eigenmanni, S. gouldingi, S. elongatus, S. spilopleura, S. serrulatus)                   |
|  | |

|  | clade B 1 (S. brandtii, S. maculatus, S. manueli, S. medinai) |
|  | |
|  | \| \| clade B 2 (S. compressus, S. geryi, S. hastatus, S. hollandi, S. marginatus, S. rhombeus, S. sanchezi) \| \| \| \| \| \| clade B 3 (S. eigenmanni, S. gouldingi, S. elongatus, S. spilopleura, S. serrulatus) \| \| \| \| |
|  | |
|  | clade B 2 (S. compressus, S. geryi, S. hastatus, S. hollandi, S. marginatus, S. rhombeus, S. sanchezi) |
|  | |
|  | clade B 3 (S. eigenmanni, S. gouldingi, S. elongatus, S. spilopleura, S. serrulatus) |
|  | |

|  | clade B 2 (S. compressus, S. geryi, S. hastatus, S. hollandi, S. marginatus, S. rhombeus, S. sanchezi) |
|  | |
|  | clade B 3 (S. eigenmanni, S. gouldingi, S. elongatus, S. spilopleura, S. serrulatus)                   |
|  | |

|  | Pristobrycon                                                    |
|  |                                                                 |
|  | \| \| Catoprion mento \| \| \| \| \| \| Pygopristis \| \| \| \| |
|  |                                                                 |
|  | Catoprion mento                                                 |
|  |                                                                 |
|  | Pygopristis                                                     |
|  |                                                                 |

|  | Catoprion mento |
|  |                 |
|  | Pygopristis     |
|  |                 |

|  | clade B 1 (S. brandtii, S. maculatus, S. manueli, S. medinai) |
|  | |
|  | \| \| clade B 2 (S. compressus, S. geryi, S. hastatus, S. hollandi, S. marginatus, S. rhombeus, S. sanchezi) \| \| \| \| \| \| clade B 3 (S. eigenmanni, S. gouldingi, S. elongatus, S. spilopleura, S. serrulatus) \| \| \| \| |
|  | |
|  | clade B 2 (S. compressus, S. geryi, S. hastatus, S. hollandi, S. marginatus, S. rhombeus, S. sanchezi) |
|  | |
|  | clade B 3 (S. eigenmanni, S. gouldingi, S. elongatus, S. spilopleura, S. serrulatus) |
|  | |

|  | clade B 2 (S. compressus, S. geryi, S. hastatus, S. hollandi, S. marginatus, S. rhombeus, S. sanchezi) |
|  | |
|  | clade B 3 (S. eigenmanni, S. gouldingi, S. elongatus, S. spilopleura, S. serrulatus)                   |
|  | |

|  | clade B 1 (S. brandtii, S. maculatus, S. manueli, S. medinai) |
|  | |
|  | \| \| clade B 2 (S. compressus, S. geryi, S. hastatus, S. hollandi, S. marginatus, S. rhombeus, S. sanchezi) \| \| \| \| \| \| clade B 3 (S. eigenmanni, S. gouldingi, S. elongatus, S. spilopleura, S. serrulatus) \| \| \| \| |
|  | |
|  | clade B 2 (S. compressus, S. geryi, S. hastatus, S. hollandi, S. marginatus, S. rhombeus, S. sanchezi) |
|  | |
|  | clade B 3 (S. eigenmanni, S. gouldingi, S. elongatus, S. spilopleura, S. serrulatus) |
|  | |

|  | clade B 2 (S. compressus, S. geryi, S. hastatus, S. hollandi, S. marginatus, S. rhombeus, S. sanchezi) |
|  | |
|  | clade B 3 (S. eigenmanni, S. gouldingi, S. elongatus, S. spilopleura, S. serrulatus)                   |
|  | |

## Razširjenost
Piranje so avtohtone v porečju Amazonke, v Orinoku, v rekah Gvajane, v sistemih Paragvaj–Parana in reki São Francisco, vendar obstajajo velike razlike v bogastvu vrst. V pregledu, v katerem je bilo prepoznanih 38–39 vrst piranj, jih je bilo 25 iz Amazonke in 16 iz Orinoka, medtem ko so bile le tri prisotne v sistemu Paragvaj-Paraná in dve v São Franciscu. Večina vrst je omejena na en sam rečni sistem, nekatere (na primer rdeča piranja) pa se pojavljajo v večih. Veliko vrst se lahko pojavi skupaj; na primer, sedem jih najdemo v Caño Maporal, potoku v Venezueli.
Akvarijske piranje so bile neuspešno vnesene v dele Združenih držav. V mnogih primerih pa so prijavljena ujetja piranj napačne identifikacije pakujev (npr. rdečetrebušasti paku ali Piaractus brachypomus je pogosto napačno določen kot rdeča piranja ali Pygocentrus nattereri). Piranje so odkrili tudi v jezeru Kaptai v jugovzhodnem Bangladešu. Izvajajo se raziskave, da bi ugotovili, kako so se piranje iz svojega prvotnega habitata preselile v tako oddaljene konce sveta. Domneva se, da so jih nekateri prevarantski trgovci z eksotičnimi ribami izpustili v jezero, da bi se izognili prijetju zaradi krivolova. Piranje so opazili tudi v reki Lidžjang na Kitajskem.

## Opis

### Velikost
Odvisno od natančne vrste večina piranj zraste med 12 in 35 cm. Nekaj jih lahko zraste večje, pri čemer največja živeča vrsta, rdeča, doseže do 50 cm). Obstajajo trditve, da so piraje iz São Francisca velike do 60 cm, vendar so največji potrjeni primerki precej manjši. Izumrla megapiranha, ki je živela pred 8–10 milijoni let, je dosegla približno 71 cm  dolžine in morda celo 128 cm.

### Morfologija
Rodove Serrasalmus, Pristobrycon, Pygocentrus in Pygopristis je najlažje prepoznati po edinstvenem zobovju. Vse piranje imajo v vsaki čeljusti po eno vrsto tesno skupaj nameščenih ostrih zob, ki se prilegata druga drugi. Zobje se uporabljajo za hitro prebadanje in striženje. Posamezni zobje so običajno široko trikotni, koničasti in podobni rezilu (ploski v profilu). Razlika v številu konic je majhna. Pri večini vrst so zobje trikuspidalni z večjo srednjo konico, zaradi česar so posamezni zobje videti izrazito trikotni. Izjema je Pygopristis, ki ima pentakuspidalne zobce in srednjo konico običajno le malo večjo od ostalih.

### Sposobnosti grizenja
Piranje imajo enega najmočnejših ugrizov med ribami kostnicami. Enega najmočnejših ugrizov glede na telesno maso, izmerjenih pri vretenčarjih, povzroči črna piranja (Serrasalmus rhombeus). Ta izjemno močan in nevaren ugriz ustvarijo velike čeljustne mišice (adductor mandibulae), ki so tesno pritrjene na konico čeljusti, zaradi česar ima piranja mehansko prednost, ki daje prednost proizvodnji sile pred hitrostjo ugriza. Zaradi močnih čeljusti v kombinaciji s fino nazobčanimi zobmi so spretne pri trganju mesa.

## Ekologija
Piranje se zelo razlikujejo glede ekologije in vedenja glede na točno določeno vrsto. Piranje, zlasti rdeče (Pygocentrus nattereri), slovijo kot divji plenilci, ki svoj plen lovijo v jatah. Nedavna raziskava, ki je »začela s predpostavko, da se učijo skupnega lova«, je odkrila, da so plašne ribe, ki so se šolale zaradi zaščite pred lastnimi plenilci, kot so kormorani, kajmani in delfini. Piranje so »v bistvu kot navadne ribe z velikimi zobmi«. Tudi nekaj drugih vrst se lahko pojavlja v velikih skupinah, medtem ko so preostale samotne ali jih najdemo v majhnih skupinah.
Čeprav jih ljudje opisujejo kot zelo plenilske in se prehranjujejo predvsem z ribami, se prehrana piranj močno razlikuje, zaradi česar so razvrščene kot vsejede. Poleg rib (občasno celo lastne vrste) dokumentirana hrana za piranje vključuje druge vretenčarje (sesalce, ptice, plazilce), nevretenčarje (žuželke, rake), sadje, semena, liste in detritus. Prehrana se pogosto spreminja s starostjo in velikostjo. Raziskave vrste Serrasalmus aff. brandtii in Pygocentrus nattereri v jezeru Viana v Maranhau, ki nastane v deževnem obdobju, ko reka Pindaré (pritok reke Mearim) poplavlja, je pokazala, da se prehranjujejo predvsem z ribami, jedo pa tudi rastlinske snovi. V drugi študiji več kot 250 Serrasalmus rhombeus na reki Ji-Paraná (Machado) je bilo 75 % do 81 % (odvisno od sezone) vsebine želodca rib, približno 10 % pa sadja ali semen. Pri nekaterih vrstah, kot jeSerrasalmus serrulatus, je lahko razdelitev prehrane bolj enaka, vendar je to manj gotovo, saj temelji na manjših vzorcih: med 24 S. serrulatus iz poplavljenih gozdov reke Ji-Paraná (Machado) jih je bilo več z ribjimi ostanki v njihovih želodcih, vendar je polovica vsebovala žvečena semena in v večini teh je bila to prevladujoča snov. Piranje pogosto jedo mrhovino in nekatere vrste, kot je Serrasalmus elongatus, so specializirani luskojedci, ki se hranijo predvsem z luskami in plavutmi drugih rib. Jedenje lusk in plavuti je bolj razširjeno med mladimi in neodraslimi pirajami.
Piranje odlagajo jajčeca v jame, izkopane v času gnezdenja, in plavajo naokoli, da jih zaščitijo. Novoizvaljene mladice se hranijo z zooplanktonom in sčasoma preidejo na majhne ribe, ko so dovolj velike.

## Odnos z ljudmi
Zobje piranj se pogosto uporabljajo kot orodje (na primer za rezljanje lesa ali rezanje las) ali za spreminjanje drugih orodij (na primer za ostrenje pušic). Ta praksa je bila dokumentirana med več južnoameriškimi plemeni, vključno s Kamayurá in Xavante v Braziliji ter Pacahuara v Boliviji.
Piranje so priljubljene tudi kot hrana, saj jih ribiči jedo kot ulov za preživetje in prodajajo na tržnici. Kljub temu jih ribiči pogosto obravnavajo kot nadlogo, ker kradejo vabo, jedo ulov, poškodujejo ribiško opremo in lahko ob slučajnem ulovu ugriznejo.
Ponekod je piranje mogoče kupiti kot hišne ljubljenčke, vendar so nezakonite v mnogih delih ZDA in na Filipinih, kjer se uvozniki soočajo z zaporno kaznijo od šest mesecev do štirih let, piranje pa uničijo, da preprečijo širjenje.
Najpogostejša akvarijska piranja je rdeča piranja, Pygocentrus nattereri. Piranje je mogoče kupiti odrasle ali mlade, pogosto ne večje od sličice. Pomembno je, da piranje Pygocentrus živijo bodisi same bodisi v skupinah štirih ali več, ne pa v parih, saj je agresija med njimi pogosta in šibkejši ribi ne omogoča preživetja. Ni nenavadno, da najdemo posamezne piranje z manjkajočim enim očesom zaradi napada.

### Napadi
Čeprav so v medijih pogosto opisane kot izjemno nevarne, piranje običajno ne predstavljajo resne nevarnosti za ljudi. Vendar pa je prišlo do napadov, še posebej, ko so piraje v stresnih razmerah, kot so goste skupine, ki se lahko pojavijo, ko je voda nižja v sušnem obdobju in je hrana relativno redka. Plavanje v bližini ribičev lahko poveča tveganje za napade zaradi nemira, ki ga povzročajo ribe, ki se borijo, in prisotnosti vabe v vodi. Brizganje privablja piranje in zato so otroci pogosteje napadeni kot odrasli. Biti v vodi, ko ste že poškodovani ali kako drugače onesposobljeni, prav tako poveča tveganje. Včasih so opozorilni znaki na lokacijah z visokim tveganjem in plaže na takih območjih so včasih zaščitene s pregrado.
Večina napadov piranj na ljudi ima za posledico le manjše poškodbe, običajno stopal ali rok, lahko pa so tudi resnejše in so zelo redko usodne. V bližini mesta Palmas v Braziliji so v prvi polovici leta 2007 v umetnem jezeru, ki je nastalo po zajezitvi reke Tocantins, poročali o 190 napadih piranj, ki so vsi vključevali posamezne ugrize v stopala. V zvezni državi São Paulo je serija napadov leta 2009 na reki Tietê povzročila manjše poškodbe 15 ljudi. Leta 2011 je bila zaradi druge serije napadov na José de Freitas v brazilski zvezni državi Piauí zdravljenih 100 ljudi zaradi ugrizov prstov na nogah ali petah. 25. decembra 2013 je bilo v Rosariu v Argentini napadenih več kot 70 kopalcev, ki so jim povzročili poškodbe rok ali nog. Leta 2011 je bil v Rosario del Yata v Boliviji napaden in ubit pijani 18-letni moški. Leta 2012 je petletno brazilsko deklico napadla in ubila jata P. nattereri. Januarja 2015 so šestletno deklico našli mrtvo z znaki piranjinih ugrizov na delu telesa, potem ko se je med počitnicami v Monte Alegreju v Braziliji prevrnil njen družinski kanu. Medtem ko so smrtni napadi na ljudi redki, se piranje zlahka prehranjujejo s trupli ljudi, ki so že umrli, kot so žrtve utopitve.

## Ugled
O piranjah krožijo različne zgodbe, na primer o tem, kako lahko v nekaj sekundah oglodajo človeško telo ali govedo. Te legende se posebej nanašajo na rdečo piranjo.
Po legendah o ribah piranjah je dobila ime "raztopina Piranha", nevarna mešanica žveplove kisline in vodikovega peroksida, za katero je znano, da agresivno raztaplja organske snovi.
Pogosta zmota je, da jih lahko privlači kri in da so izključno mesojede. Brazilska legenda navaja, da z veliko hitrostjo prečesavajo reke in napadejo prvo govedo, ki vstopi v vodo, preostali skupini pa omogočijo prečkanje reke. Te legende so ovrgli z raziskavo Hélderja Queiroza in Anne Magurran in objavili v Biology Letters.

### Zapisi Theodora Roosevelta
Ko je nekdanji ameriški predsednik Theodore Roosevelt leta 1913 obiskal Brazilijo, se je odpravil na lovsko ekspedicijo skozi amazonski deževni gozd. Ko je stal na bregu reke Amazonke, je bil priča spektaklu, ki so ga pripravili lokalni ribiči: potem ko so zaprli del reke in nekaj dni stradali piranje, so v vodo potisnili kravo, ki jo je jata lačnih piranj hitro raztrgala in oglodala. Roosevelt je pozneje v svoji knjigi Skozi brazilsko divjino iz leta 1914 opisal piranje kot hudobna bitja.